# Vismeg Zsombor
Vismeg Zsombor (Miskolc, 2003. március 14. ― ) világbajnoki ezüstérmes magyar vízilabdázó, 2024 őszétől a Ferencváros játékosa.

## Sportpályafutása
Utánpótláskorúként a sárospataki székhelyű Zempléni Vizilabda Klub, valamint a Miskolci VLC csapatát erősítette. Ez utóbbi tagjaként 15 évesen mutatkozott be a felnőtt bajnokságban. A 2019-ben a Tbilisziben rendezett U17-es Európa-bajnokságon a dobogó harmadik fokára állhatott fel. 2022-ben Podgoricában rendezett Junior Európa-bajnokságon bronzérmet szerzett a Nyéki Balázs által vezetett korosztályos nemzeti együttes tagjaként. Ugyanebben az évben a Szolnoki Dózsa együtteséhez igazolt. A felnőtt válogatottban 2023. március 10-én mutatkozott be egy Olaszország elleni világkupa mérkőzésen, melyen egy találatot szerzett. 2023 júniusában az U20-as válogatott tagjaként világbajnok lett. 2024 nyarán a Ferencváros játékosa lett.

## Eredményei
- Bajnokok Ligája
  - győztes: 2025
- Magyar bajnokság
  - aranyérmes: 2025
- Magyar kupa
  - győztes: 2024

### Válogatottal
- U19-es Európa-bajnokság
  - Bronzérmes: 2022
- Világbajnokság
  - ezüstérmes: 2025